# Rast & Gasser M.98
Revolver Rast & Gasser M.98 je avstro-ogrski brezdimni revolver s preloma stoletja. Izdelovali so ga do konca prve svetove vojne, do takrat so jih izdelali okoli 190.000. Kaliber je 8 mm Gasser, bobnič pa sprejme osem nabojev.
Revolver M.98 je patentiral August Rast, lastnik tovarne šivalnih strojev Rast & Gasser na Dunaju. Do leta 1903 je revolverje izdelovala tovarna Leopold Gasser, od 1903 naprej pa je proizvodnja potekala v tovarni Rast & Gasser. Majhno količino jih je  za civilni trg izdelala tudi tovarna Leopold Ulrich. Večino revolverjev je kupila vojska (domobranske oznake Lw), ostali pa so šli v komercialno prodajo, kjer so jih kupovali častniki. Za nakup manjše količine se je odločila tudi Črna gora. Med prvo svetovno vojno jih je bilo v avstro-ogrsko vojsko sprejetih 134.677.

## Uporabniki
- Prva avstrijska republika: Leta 1938 je bilo v avstrijskem arzenalu skupno 3325 teh 8 mm revolverjev.[4]
- Avstro-Ogrska[3]
- Črna gora[3]
- Kraljevina Italija
- Kraljevina Jugoslavija
- Država SHS: Uporabljeni v boju za severno mejo.[5]

- Slovenski partizani[6]